# Atesj
Atesj (Krim-Tataars: Ateş, letterlijk "Vuur", Oekraïens: Атеш) is een militaire verzetsbeweging in de bezette gebieden van Oekraïne, evenals op het grondgebied van Rusland, opgericht door Oekraïners en Krim-Tataren in september 2022 als gevolg van de Russische militaire invasie van Oekraïne in 2022.

## Geschiedenis
De beweging werd eind september 2022 opgericht. Op 26 september werd de eed van de soldaat "Atesj" gepubliceerd, en op 29 september werd een video-oproep van een van de partizanen openbaar gemaakt met een oproep om zich bij de beweging aan te sluiten.
- Atesj nam de verantwoordelijkheid op zich voor de moord op Kirill Stremousov op 9 november 2022.[4]
- 31 januari 2023: Partizanen beweren dat ze twee officieren van de Russische Nationale Garde hebben gedood.[5]
- 10 februari 2023: "Atesj" eiste de verantwoordelijkheid op voor een autobomaanval die resulteerde in de dood van twee Russische soldaten en de hospitalisatie van twee anderen in het bezette Nova Kachovka.
- 14 maart 2023: Atesj beweerde dat ze het plaatsvervangend hoofd van de militaire administratie van Nova Kachovka hadden gedood bij een bomaanslag.
- 23 april 2023: Atesj beweert een controlepost van de Russische Nationale Garde bij Olesjky te hebben opgeblazen, waarbij meerdere doden vielen.[6]
- 27 april 2023: Partizanen beweren twee bezetters te hebben gedood in het dorp Velyki Kopani.[7]
- 14 juli 2023: Partizanen eisten de verantwoordelijkheid op voor een hinderlaag in Cherson waarbij twee Russische militaire vrachtwagens werden vernietigd en 6 Russische militairen werden gedood.[8]
- 17 juli 2023: The Guardian interviewde Mustafa Dzjemilev in Kiev over Atesj. Hij meldde dat Atesj een online les aanbiedt voor Russische dienstplichtigen om sabotageacties uit te voeren, en beweerde dat 4.000 Russische troepen zich hebben ingeschreven. Hij beweerde ook dat meer dan 1.000 Tataren bereid zouden zijn de wapens op te nemen tegen Russische troepen in de Krim, als ze de wapens zouden krijgen om dit te doen. Dzjemilev verklaarde ook dat hij hoopt dat er na de bevrijding van de Krim een amendement op de Grondwet van Oekraïne zal komen om de Krim om te vormen tot een autonome "nationale republiek" met de Krim-Tataren als inheemse bevolking met een speciale status.[9]
- 30 augustus 2023: Atesj stelde dat ze een explosie hadden veroorzaakt bij een campagnekantoor van de politieke partij Verenigd Rusland in Nova Kachovka. Volgens Kadesj waren daarbij drie Russische bewakers gedood en waren er documenten vernietigd voor de aankomende regionale verkiezingen van september 2023.[10]
- 25 september 2023: Atesj beweerde dat ze informatie hadden verstrekt die werd gebruikt om Operatie Krabbenscher te plannen. Ze zouden gelekte informatie over de Zwarte Zeevloot hebben verkregen door Russische officieren om te kopen die ontevreden waren over gemiste salarisbetalingen.[11]
- 5 juli 2024: Atesj claimde een aanslag op de Trans-Siberische spoorlijn nabij Jekaterinenburg en stelde dat het spoor vernietigd was waarlangs Noord-Koreaanse munitie werd vervoerd.[12]